# Apelul la milă
Apelul la milă (cunoscut și sub denumirea de argumentum ad misericordiam) este o eroare logică în care cineva încearcă să câștige suport pentru argumentul sau idea sa, prin exploatarea sentimentelor de milă sau de vinovăție a oponenților.

## Forme
Această eroare logică are următoarea formă de raționament:
Afirmația A prezentată cu intenția de a crea milă.
Prin urmare concluzia C este adevărată.

## Explicație
Aceast mod de a raționa este eronat deoarece mila nu reprezintă o evidență pentru o afirmație. Este un caz specific de eroare logică a apelului la emoție.
Recunoașterea unui argument ca și apel la milă nu invalidează în mod necesar concluzia C. Pot fi alte motive pentru acceptarea concluziei, dar consistența logică a unui apel la milă nu este una din ele. (vezi de asemenea argumentul din eroare logică.
De notat că sunt cazuri în care afirmații care servesc drept evidențe de asemenea pot provoca sentimente de milă. În acel caz sentimentul de milă oricum nu este evidență. Pentru a evoca o asemenea situație iată exemplul următor:
Profesorul: "Popescule, ai absentat la examen."
Popescu: "Da. Cred că ar trebui să mi se dea o re-examinare."
Profesorul: "De ce?"
Popescu: "Am fost lovit de un camion chiar când mă îndreptam la examen. Din moment ce a trebuit să merg la urgență cu piciorul rupt, cred că trebuie să mi se dea posibilitatea unei re-examinări."
Profesorul: "Îmi pare rău pentru accidentul tău, bineînțeles că vei putea da examenul."

## Exemple
- "Trebuie să accepțti că 1+1=46, de altfel eu oricum sunt pe moarte ..."

- "Cred că mi-ați dat o notă greșită la examen. Eu am studiat foarte mult, săptămâni la rând, tocmai pentru că știam că va depinde cariera mea de o notă bună. Dacă nu-mi dați o notă de trecere, sunt ruinat."

De observat aici că este posibil ca testul să fie notat greșit și de asemenea celelalte fapte să fie adevărate (privitor la studiu și la ruinare), totuși apelul la milă este considerat ilogic când se furnizează o concluzie ce nu decurge pe baza unei inferențe deductive valide.
- "Sper că îți place propunerea mea. Mi-a luat vreo șase luni de zile s-o întocmesc, nu știu ce o să mă fac dacă mi-o refuzi."

- "Merit o creștere de salariu, altfel dacă nu câștig mai mult o să-mi pierd casa."

- "Sper că nu-l veți găsi vinovat pentru fraudă, uitați-vă la săracul om, este în scaune cu rotile. Arătați-i un pic de simpatie."